# Charles Clément Balvay dit Bervic
Charles Clément Balvay dit Bervic, (Parijs, 23 mei 1756 – aldaar, 23 maart 1822) was een Franse graveur.

## Leven en werk
Bervic wordt door een foute transcriptie uit het doopregister tot op zijn grafsteen aan toe ook wel vermeld als Jean Guillaume Balvay dit Bervic. Hij was een leerling van Jean-Baptiste Le Prince en werkte vanaf zijn veertiende in het atelier van Jean-Georges Wille. Toen hij 18 jaar was won hij een eerste prijs van de Académie Royale de Peinture et de Sculpture, waarvan hij tien jaar later tot lid werd verkozen. In 1803 werd hij lid van de Académie des Beaux-Arts.
Bervic maakte met een burijn gravures in diepdruk, veelal naar schilderijen van andere kunstenaars. Zo maakte hij in 1779 een houtgravure van een portret van Carl Linnaeus door Alexander Roslin, waarbij hij per abuis Linnaeus' wrat verplaatste naar de andere wang. De gravure stond op zijn beurt in 1843 model voor het borstbeeld van Carolus Linnaeus, door de Belgische beeldhouwer Petrus Cornelius De Preter.
Bervic overleed op 65-jarige leeftijd, hij werd begraven op het Cimetière du Père-Lachaise .

## Werken (selectie)
- Le Repos (1777), naar Nicolas-Bernard Lépicié
- Carl Linnaeus (1779), naar Alexander Roslin
- Gabriel Sénac de Meilhan (1783), naar Joseph Siffred Duplessis
- Lodewijk XVI van Frankrijk (1790), naar Antoine-François Callet
- Saint Jean dans le désert (1791), naar Rafaël
- L'Éducation d'Achille (1798), naar Jean-Baptiste Regnault
- L'Enlèvement de Déjanire (1810), naar Guido Reni

- Art Gallery of South Australia: 11802
- Biblioteca Nacional de España: XX5649353
- Bibliothèque nationale de France: cb13174952w (data)
- Gemeinsame Normdatei: 11758973X
- International Standard Name Identifier: 0000 0000 6629 3310
- KulturNav: 522e9d19-1f42-431e-b6e3-f347631417f7
- Library of Congress Control Number: nr2002013312
- Nationale Bibliotheek van Israël: 987007515213005171
- RKD-Nederlands Instituut voor Kunstgeschiedenis: 7702
- Système universitaire de documentation: 130898511
- Union List of Artist Names: 500045181
- Virtual International Authority File: 2610835
- WorldCat: E39PBJwtjJ4fKFTHHXPJ3TPhHC